# Far East Cup w biegach narciarskich 2012/2013
Far East Cup w biegach narciarskich 2012/2013 – kolejna edycja tego cyklu zawodów.

## Kobiety

### Kalendarz i wyniki
| Lp | Data            | Miejscowość     | Dystans            | 1. miejsce     | 2. miejsce     | 3. miejsce      |
| -- | --------------- | --------------- | ------------------ | -------------- | -------------- | --------------- |
| 1. | 20 grudnia 2012 | Alpensia Resort | 5 km s. klasycznym | Naoko Omori    | Kozue Takizawa | Chisa Ōbayashi  |
| 2. | 21 grudnia 2012 | Alpensia Resort | 10 km s. dowolnym  | Chisa Ōbayashi | Lee Chae-won   | Sumiko Ishigaki |
| 3. | 26 grudnia 2012 | Otoineppu       | 5 km s. klasycznym | Masako Ishida  | Yuki Kobayashi | Naoko Omori     |
| 4. | 27 grudnia 2012 | Otoineppu       | 5 km s. dowolnym   | Masako Ishida  | Yuki Kobayashi | Chisa Ōbayashi  |
| 5. | 6 stycznia 2013 | Sapporo         | 5 km s. dowolnym   | Yuki Kobayashi | Lee Chae-won   | Naoko Omori     |
| 6. | 7 stycznia 2013 | Sapporo         | 5 km s. klasycznym | Yuki Kobayashi | Naoko Omori    | Chisa Ōbayashi  |

### Klasyfikacja
| Lp. | Zawodnik            | Punkty |
| --- | ------------------- | ------ |
| 1.  | Naoko Omori         | 380    |
| 2.  | Chisa Obayashi      | 375    |
| 3.  | Yuki Kobayashi      | 360    |
| 4.  | Sumiko Ishigaki     | 295    |
| 5.  | Lee Chae-won        | 245    |
| 6.  | Masako Ishida       | 200    |
| 7.  | Kozue Takizawa      | 198    |
| 8.  | Michiko Kashiwabara | 151    |
| 9.  | Ikumi Motoyama      | 138    |
| 10. | Yukari Tanaka       | 124    |

## Mężczyźni

### Kalendarz i wyniki
| Lp | Data            | Miejscowość     | Dystans             | 1. miejsce      | 2. miejsce           | 3. miejsce        |
| -- | --------------- | --------------- | ------------------- | --------------- | -------------------- | ----------------- |
| 1. | 20 grudnia 2012 | Alpensia Resort | 10 km s. klasycznym | Yūichi Onda     | Akira Lenting        | Kouhei Shimizu    |
| 2. | 21 grudnia 2012 | Alpensia Resort | 15 km s. dowolnym   | Nobu Naruse     | Nobuhito Kashiwabara | Kouhei Shimizu    |
| 3. | 26 grudnia 2012 | Otoineppu       | 10 km s. klasycznym | Keishin Yoshida | Hiroyuki Miyazawa    | Nobu Naruse       |
| 4. | 27 grudnia 2012 | Otoineppu       | 10 km s. dowolnym   | Nobu Naruse     | Keishin Yoshida      | Hiroyuki Miyazawa |
| 5. | 6 stycznia 2013 | Sapporo         | 10 km s. dowolnym   | Keishin Yoshida | Nobu Naruse          | Akira Lenting     |
| 6. | 7 stycznia 2013 | Sapporo         | 10 km s. klasycznym | Keishin Yoshida | Hiroyuki Miyazawa    | Akira Lenting     |

### Klasyfikacja
| Lp. | Zawodnik             | Punkty |
| --- | -------------------- | ------ |
| 1.  | Nobu Naruse          | 401    |
| 2.  | Keishin Yoshida      | 380    |
| 3.  | Akira Lenting        | 331    |
| 4.  | Yūichi Onda          | 326    |
| 5.  | Nobunito Kashiwabara | 258    |
| 6.  | Hiroyuki Miyazawa    | 249    |
| 7.  | Kouhei Shimizu       | 241    |
| 8.  | Masaya Kimura        | 221    |
| 9.  | Kaichi Naruse        | 215    |
| 10. | Tomoki Sato          | 140    |